# Dadone di Pombia
Dadone da Pombia (... – 998) fu un nobile, considerato da alcuni conte di Pombia dal 973 alla morte oppure conte di Milano.

## Biografia

### Il problema genealogico
L'ascendenza di Dadone è incerta. Egli, assieme al presunto figlio e re Arduino, è al centro di un secolare problema genealogico riguardo ai loro collegamenti parentali con le altri stirpi locali. Sulla base del nome Arduino, i genealogisti hanno visto un legame con gli Arduinici di Torino. Principalmente però, in passato gli studiosi provarono a collegare i due con gli Anscarici. Molti, come lo studioso del XVII secolo Ludovico Della Chiesa, ritennero Dadone quartogenito di Berengario II; altri, come Carlo Tenivelli a fine XVIII secolo, ritennero che Dadone fosse Corrado Conone, predecessore di Arduino nella marca, tesi portata avanti da Domenico Carutti (il quale però poi rigettò questa teoria ritenendo Dadone figlio di Anscario II); sempre nello stesso secolo, Ludovico Antonio Muratori tentò di collegare Arduino con gli Arduinici, rinnegando una discendenza da Berengario II (tentativo che, come rilevato da Sergi, non ebbe fortuna, anche se Gian Tommaso Terraneo accettò tale soluzione sempre nello stesso secolo, così come Luigi Provana nel secolo successivo). Altri ancora lo ritennero un "Anscaride acquisito" per via matrimoniale, come Carlo Dionisotti a fine XIX secolo. Nel 1900, invece, Baudi di Vesme ritenne Dadone figlio di Amedeo I d'Ivrea e quindi nipote di Berengario II.
Nella ricerca moderna, gli storiografi hanno tacitamente accettato un legame tra Arduino e Dadone con gli Anscarici, pur con riserva: sempre Sergi, infatti, esorta a «considerare soltanto come possibile, ma assolutamente non sicura, l'appartenenza di Arduino alla famiglia anscarica» e apre all'idea di considerare Arduino come il conte di Pombia elevato, senza legami familiari con gli Anscaridi, all'ufficio marchionale, paragonando questa ascesa all'esperienza di Arduino il Glabro, che divenne marchese di Torino da conte di Auriate. Da segnalare inoltre che le discendenze degli Ascaridi in tantissime famiglie del Canavese e della zona di Ivrea sono molto spesso frutto dell'invenzione dei genealogisti.

### I documenti
Dadone è definito in un documento come un possessore all'interno del comitato di Pombia (che comprendeva Novara), ma non che ne fosse conte. In un altro documento, in cui un certo Dato è presente nel 967 a una dieta ravennate dell'Imperatore Ottone I, risulta comes Mediolanensis, ma questa definizione può essere tradotta in due concetti differenti: egli può essere definito conte di Milano o che era un milanese che deteneva una carica comitale. Giuseppe Sergi quindi si astiene quindi dal giudicare chi fosse esattamente Dadone, e «Arduino poteva forse essere un discendente dei conti di Pombia, poteva essere discendente di una famiglia proveniente dal Milanese, ma poteva anche non essere niente di tutto questo».
Dadone successe nella contea di Pombia ad Adalberto († 973), che era succeduto nel 962 al padre Amedeo I d'Ivrea. Fu quindi conte di Pombia dal 973 al 998.
È possibile che, anziché figlio di Amedeo I d'Ivrea, fosse suo fratello (succedendo, quindi, nella contea di Pombia non al fratello, ma al nipote). La ragione di questa ipotesi dipende dal fatto che la sua primogenita Perinzia dette alla luce con certezza un figlio, Guglielmo da Volpiano, nel 962, anno in cui - se fosse stato figlio di Amedeo I d'Ivrea - Dadone sarebbe stato troppo giovane per essere già nonno, anche all'epoca.

## Discendenza
Non si conosce il nome della moglie di Dadone. È da ritenersi inesatta la leggenda storiografica, data per assodata da Silvio Pivano nelle voci da lui redatte Arduinici e Arduino sulla Treccani, il fatto che Dadone sposò Ichilda (o Desiderata), figlia di Arduino il Glabro (o il Glarione), primo marchese di Torino, capostipite degli Arduinici.
Essi ebbero cinque figli:
- Perinzia fu sposa di Roberto da Volpiano, conte svevo di Berengario II. Nel 962 i due ospitarono sull'Isola di San Giulio nel Lago d'Orta la regina Willa III, moglie del re d'Italia Berengario II d'Ivrea (zio o fratellastro di Dadone e quindi prozio o zio di Perinzia) e furono assediati dall'imperatore Ottone I. Poiché gli assediati decisero di arrendersi, l'imperatore si mostrò magnanimo e concesse a Willa di raggiungere il marito Berengario assediato a San Leo, e fu addirittura padrino di battesimo di Guglielmo, figlio di Perinzia e Roberto, nato proprio durante l'assedio. Guglielmo da Volpiano sarebbe stato uno dei maggiori sostenitori dello zio Arduino d'Ivrea contro i nipoti del suo padrino Ottone: l'imperatore Ottone III e l'imperatore Enrico II;
- Amedeo II;
- Gualperto;
- Arduino d'Ivrea, sarà creato marchese d'Ivrea nel 989 (o nel 990) e, in seguito agli eventi precipitati a partire dal 999 con l'assassinio del vescovo di Vercelli e con la sua abdicazione forzata in favore del figlio Arduino II d'Ivrea, detto Ardicino (o Ardicione), fu l'ultimo re d'Italia dissociato dalla corona imperiale tedesca fino al 1861;
- Guiberto, che presenziò in un placito presenziato dall'imperatore a Pavia il 14 ottobre 1001[8], considerato  tradizionalmente ma erroneamente il capostipite dei conti San Martino di Strambino.

Dadone, morto nel 998, non potrà assistere all'ascesa del figlio.